# متیو رایس
متیو رایس (انگلیسی: Matthew Rhys؛ زادهٔ ۸ نوامبر ۱۹۷۴) یک هنرپیشه اهل بریتانیا است.
از فیلم‌ها یا برنامه‌های تلویزیونی که وی در آن نقش داشته‌است می‌توان به برادران و خواهران، آمریکایی‌ها، نگهبان مرگ، تیتوس، انجمن آدم‌ربایی، پاتاگونیا، تیراندازها، سوخته، کتاب جنگل، عشق و بلایای دیگر و پست اشاره کرد.